# Томь
Томь (в верховье Правая Томь; шор. Том, сибирскотат. 
Том, верх.южносельк. Туу куай) — крупная река в Западной Сибири, самый многоводный правый приток Оби, второй по водности после Иртыша.

## География
Длина реки — 827 км, ширина поймы до 3 км, перепад высот от истока до устья — 1185 м, площадь водосбора — 62 тыс. км². Среднемноголетний расход воды и годовой сток соответственно: 1100 м³/с и 35,0 км³/год. Средняя скорость течения — 0,33 м/с, на перекатах — 1,75 м/с. Замерзает в конце октября — начале ноября, вскрывается в конце апреля. Средняя продолжительность ледостава — 158—160 дней, в среднем 175 дней в год свободна от льда.
Дождевое питание реки составляет 25—40 %, снеговое — 35—55 % и грунтовое — 25—35 % годового стока.
Исток Томи находится на западных склонах Абаканского хребта на высоте более 972 м над уровнем моря, на болотистом склоне между северными отрогами хребта Карлыган и горой «Вершина Томи». Первые километры течёт по заболоченной долине в юго-западном направлении под названием Правая Томь.
На протяжении реки очень много скалистых обрывов.

## Достопримечательности
На берегах реки находится большое количество геологических памятников природы: Аникин Камень, Камень Боец, Синий Утёс, Лагерный сад, Обь-Томское междуречье, Тутальские скалы, Томская писаница.
Последняя из перечисленных достопримечательностей, представляющая собой скалу, испещрённую петроглифами, является также культурно-историческим памятником древней Сибири. В XX веке исследованием томских петроглифов по материалам Томской писаницы занимались академик А. П. Окладников и доктор Б. А. Фролов.

## Притоки
(км от устья)

(указаны длины рек более 50 км)
- 6 км: Шишкобойка
- 14 км: Иштанская протока
- 22 км: Чёрная
- 24 км: Мостовка
- 27 км: Камышка
- 30 км: Самуська (длина 72 км)
- 45 км: Порос (длина 57 км)
- 51 км: Кисловка (протока Бурундук)
- 58 км: Большая Киргизка (длина 85 км)
- 68 км: Ушайка (длина 78 км)
- 78 км: Басандайка (длина 57 км)
- 78 км: Чёрная (длина 51 км)
- 90 км: Ум (Смакотинка)
- 102 км: Якунина
- 106 км: Тугояковка (длина 52 км)
- 115 км: Кузьминка
- 119 км: Большая Чёрная (длина 65 км)

Томская область

Кемеровская область
- 126 км: Шумиха
- 127 км: Сосновка (длина 94 км)
- 139 км: Чубур
- 143 км: Лебяжья (длина 106 км)
- 149 км: Иткара
- 175 км: Тальменка
- 180 км: Искитим (длина 55 км)
- 186 км: Никольская
- 196 км: Кучум
- 201 км: Кунгурка
- 205 км: Убиенка
- 218 км: Пача
- 225 км: Писаная
- 227 км: Граматуха
- 234 км: Стрелина (длина 69 км)
- 240 км: Глубокая
- 242 км: Большая Подикова
- 243 км: Малая Подикова
- 247 км: Балахонка
- 255 км: Чесноковка
- 261 км: Большая Мозжуха
- 262 км: Малая Чесноковка
- 266 км: Алыкаевка
- 275 км: Большая Камышная
- 281 км: Люскус
- 285 км: Большая Промышленная (длина 84 км)
- 290 км: Голомыска
- 298 км: Березовка
- 307 км: Большая Ляпка
- 312 км: Шумиха
- 323 км: Уньга
- 333 км: Березовка
- 339 км: Порывайка
- 343 км: Грязная
- 347 км: Заломная (длина 52 км)
- 349 км: Банновка
- 354 км: Большая Змеинка
- 355 км: Каменка
- 366 км: Быструха
- 367 км: Мунгат (длина 56 км)
- 375 км: Кедровка
- 386 км: Большая Осипова
- 390 км: Тайдон (длина 110 км)
- 400 км: Пиканиха
- 408 км: Ильмень
- 413 км: Лачиновская Курья
- 435 км: Тыхта
- 436 км: Турала
- 441 км: Бунгарап (длина 50 км)
- 449 км: Апанаиха
- 452 км: Пегас
- 457 км: Арзас
- 462 км: Тукташ
- 465 км: Лягушечья
- 465 км: Согровая
- 474 км: Нижняя Терсь (длина 110 км)
- 476 км: Нижний Камзас
- 478 км: Верхний Камзас
- 483 км: Терсюк
- 485 км: Убик
- 497 км: Кедровая
- 504 км: Черновой Нарык (длина 106 км)
- 514 км: Средняя Терсь (длина 114 км)
- 519 км: Верхняя Терсь (длина 95 км)
- 523 км: Кукша
- 525 км: Большая Курья
- 535 км: Кушеякова
- 546 км: Ускат
- 550 км: Салаир
- 561 км: Есаулка
- 564 км: Петрик
- 580 км: Аба (длина 71 км)
- 585 км: Кондома (длина 392 км)
- 600 км: Тальжина
- 609 км: Абашева (длина 68 км)
- 609 км: Ербогач
- 615 км: Каландас
- 616 км: Черемза
- 625 км: Подобас
- 627 км: Баланзас
- 630 км: Тутуяс (длина 85 км)
- 631 км: Игаза
- 635 км: Мрассу (длина 338 км)
- 642 км: Средний Кийзак
- 650 км: Кийзак
- 650 км: Чебалсу
- 651 км: Уса (длина 179 км)
- 665 км: Кумзас
- 669 км: Майзас
- 675 км: Нагазак
- 682 км: Бельсу (длина 83 км)
- 693 км: Верхний Каттас
- 698 км: Теба
- 723 км: Амзас

Кемеровская область

Республика Хакасия
- 732 км: Большой Казыр
- 736 км: Калтас
- 747 км: Большой Назас
- 749 км: Кунзас
- 757 км: Изас
- 762 км: Балыксу
- 768 км: Теренсуг (длина 71 км)
- 772 км: Шора
- 788 км: Казымча
- 795 км: Тузахсуг
- 805 км: Хараташ[3]
- 808 км: Куйсуг
- 818 км: Левая Томь

## Города на Томи
От истока к устью: Междуреченск, Мыски, Новокузнецк, Кемерово, Юрга, Томск, Северск.

## Хозяйственное использование
В конце 1960-х годов существовало предложение соединить Томь и Обь судоходным каналом в 50-60 километрах выше по течению от места впадения Томи. Предполагалось, что этот канал на несколько десятков километров сократит транспортный путь для судов, курсирующих по маршруту Томск—Новосибирск. Кроме того, Томск мог бы получить новый чистый источник водоснабжения — биологический и химический состав воды реки Оби к тому времени стал чище воды реки Томи.
В 1975 году началось строительство Крапивинской гидроэлектростанции на Томи в Кемеровской области у посёлка Зеленогорский. В 1989 году строительство было заморожено. Дальнейшая судьба гидроузла не определена.
В районе Томска из русла добывают песчано-гравийную смесь, что привело к понижению уровней воды почти на 2,5 м, деградации пойменных ландшафтов, обнажению скального порога в русле реки. 6 мая 1982 года ряд томских учёных и специалистов опубликовали в газете «Известия» письмо, в котором выразили озабоченность этой деятельностью. До 1980-х годов река была судоходна от устья до Новокузнецка, ныне — от устья до Томска.

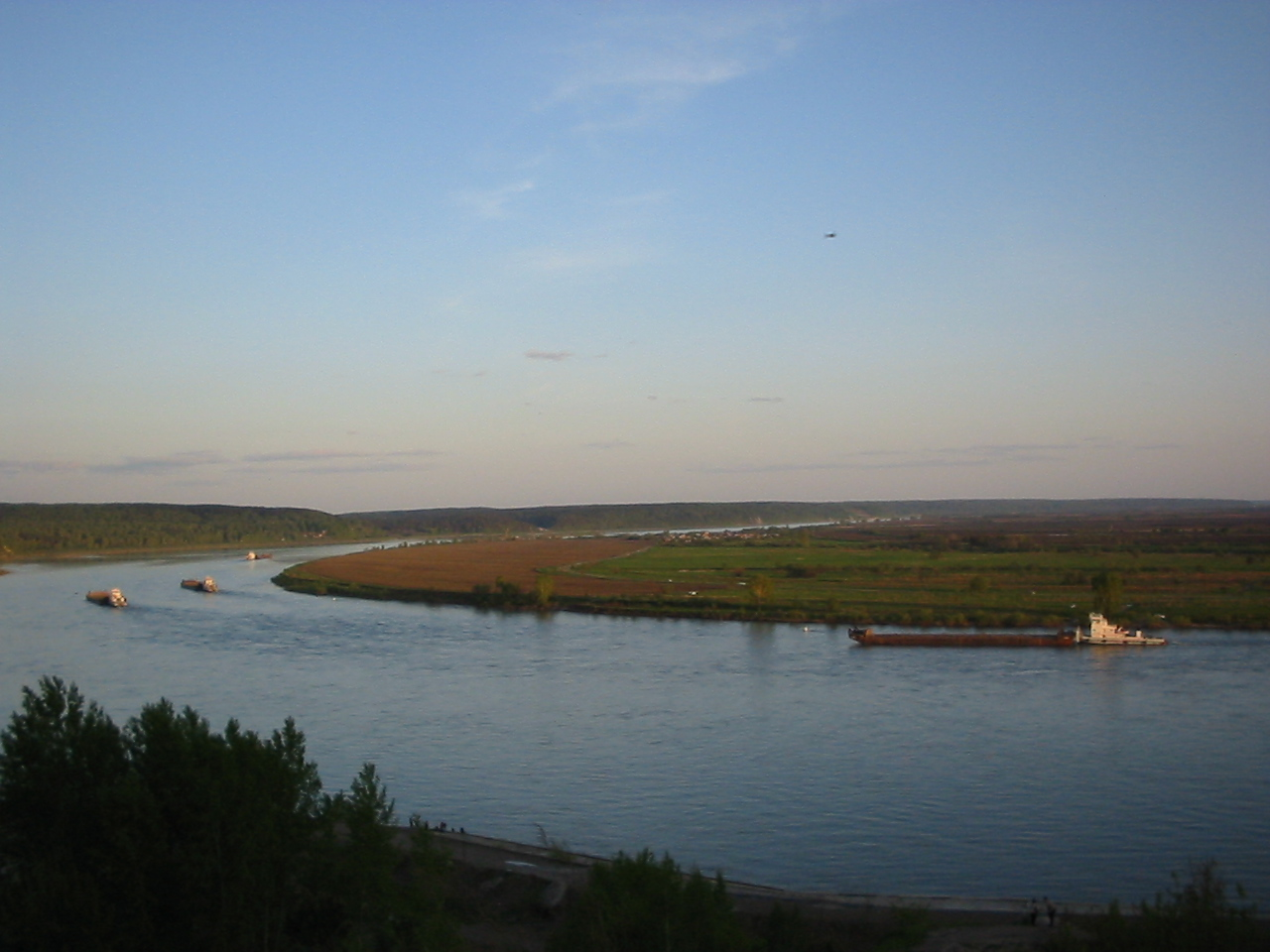
Строй гравийных барж
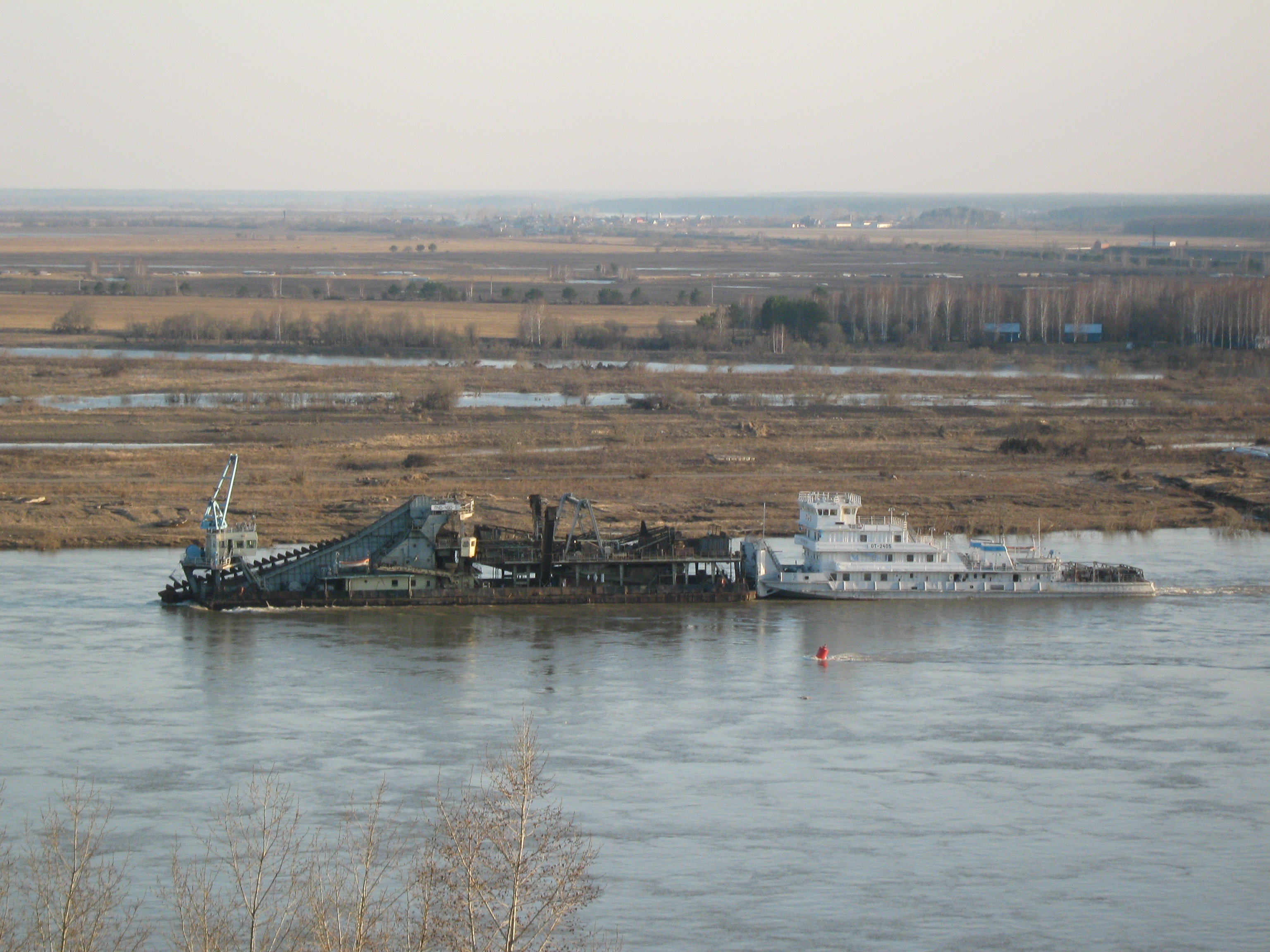
Драга
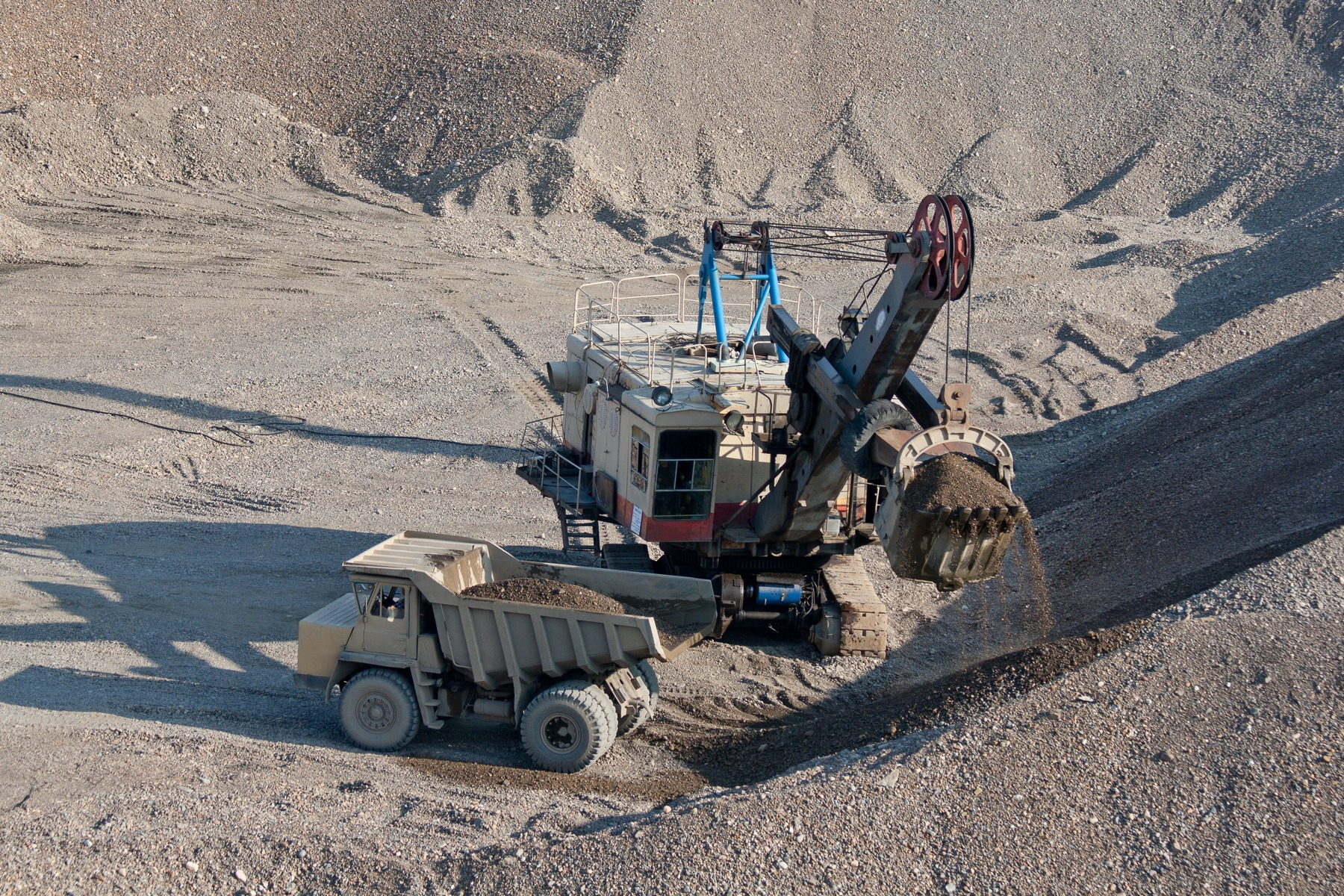
Добыча гравия на берегу
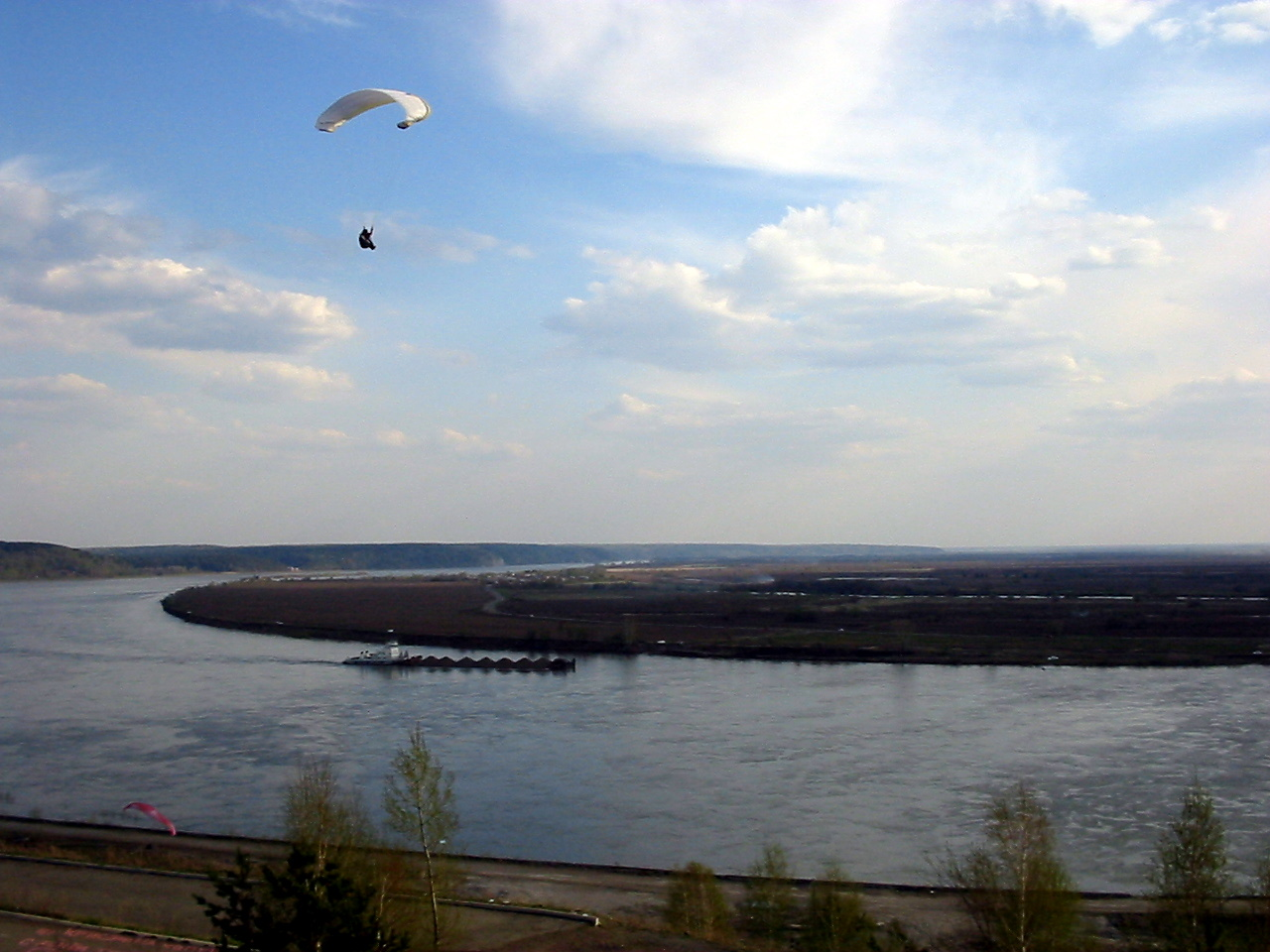
Баржа с гравием

Водозаборы — Драгунский водозабор в районе села Атаманово используется Новокузнецким водоканалом.
В бассейне реки Томи расположены промышленные предприятия, использующие воду для своих нужд.
В реке обитают плотва, язь, окунь, щука и лещ.

### Судоходство

#### Пароходное
Самая большая река Кузбасса в прошлом была транспортной магистралью региона. Известно о движении по ней малых речных судов в начале XVII века от пограничного Кузнецка до Томска. Перевозились сельскохозяйственные грузы, пассажиры, сплавлялись деревья, строительные материалы, каменный уголь. Освоению водной артерии края мешало то, что река считалась местами мелководной, с быстрым течением и порогами. Исследования русла Томи начались в 1890 году, показали, что Томь полностью судоходна до Кузнецка. Сложности могут возникнуть только при сильной засухе. Пароходное движение по Томи открыто в 1893-94 годах от Томска до села Поломошное (Яшкинский район). Главным образом перевозили строительные материалы для железной дороги. Небольшие баркасы плавали и дальше по Томи — до поселения Шевели, около Кузнецка. В мае 1898 года из Томска в Кузнецк совершил рейс однопалубный пароход «Томь» — судно длиной 36 шириной 7 метров. В первой половине XX века ведется промышленная добыча со дна Томи гравия и глины, русло расчищается и углубляется. Увеличивается количество судов на реке. Перевозка грузов и пассажиров между Томском и Кузнецком (с остановками в деревнях) развивается.

#### Современное

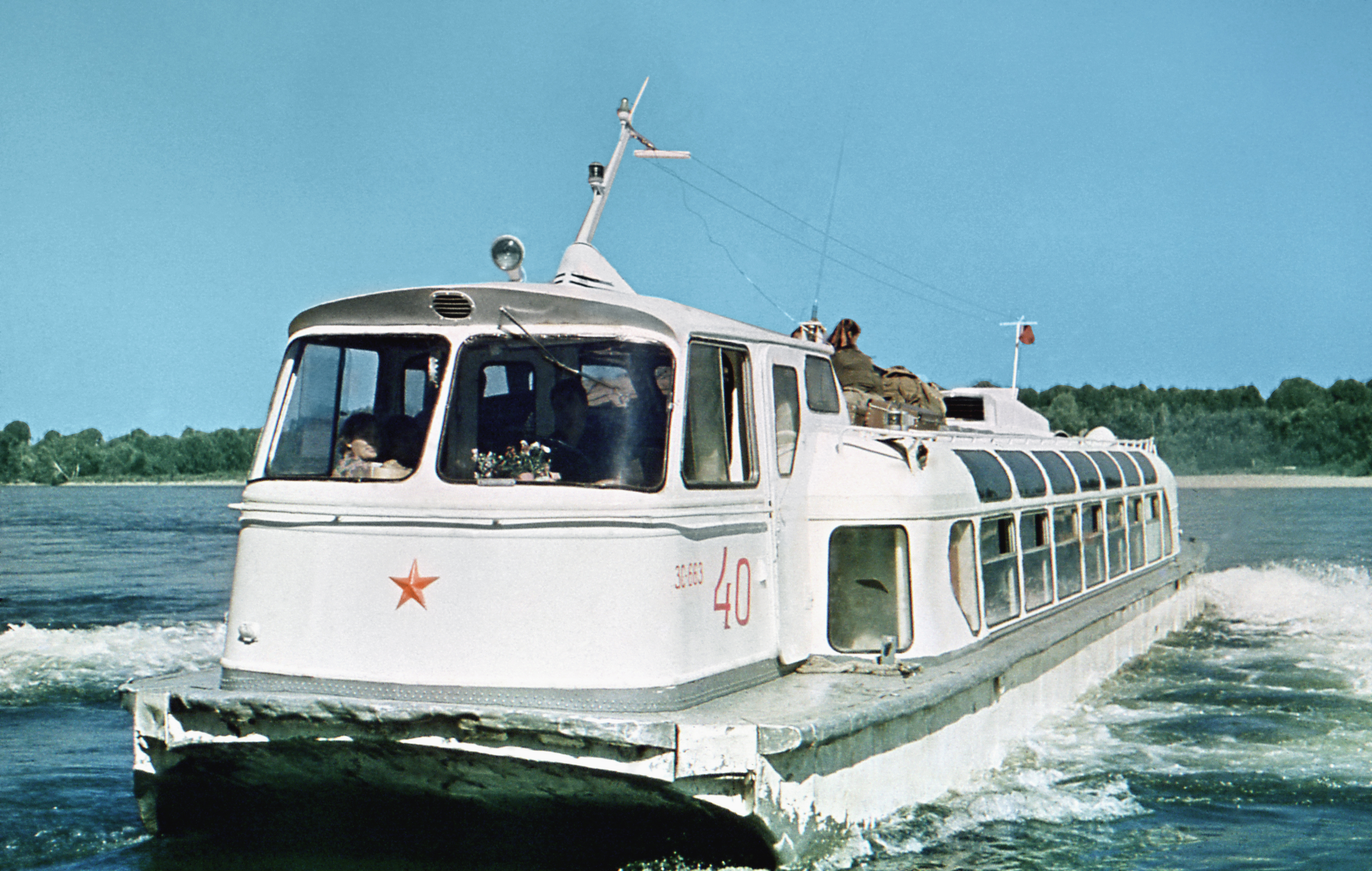
Теплоход «Заря»

Судоходство на Томи на участке Томск — Новокузнецк ныне находится в упадке. Причины — падение уровня воды из-за масштабной добычи гравия и вырубки леса по берегам, а также экономическая ситуация, делающая пассажирские перевозки нерентабельными. Ещё в 1980-е годы из Томска выполнялись регулярные рейсы на СПК «Ракета» в направлении Колпашево, Стрежевого, Каргасока, Новосибирска. В направлении Кемерово и Юрги курсировали скоростные суда на воздушной подушке типа «Заря». Также было организовано пассажирское движение на участке Кемерово — Новокузнецк и пригородное сообщение из портов Томска, Кемерово и Новокузнецка.
В 1964 году началось использование теплоходов «Заря» на перевозках между Кемерово и Новокузнецком. А с 1967 года началось использование теплоходов «Заря» между Кемерово и Томском. Теплоходы «Заря» эксплуатировались в Новокузнецком порту до 2014 года.

## Гидрология
| Средний расход воды (м³/с) реки Томь по месяцам с 1918 по 2000 гг. (замеры производились на гидрологическом посту в Томске в 75 км от устья) |

## Переправы
По направлению от устья к истоку:

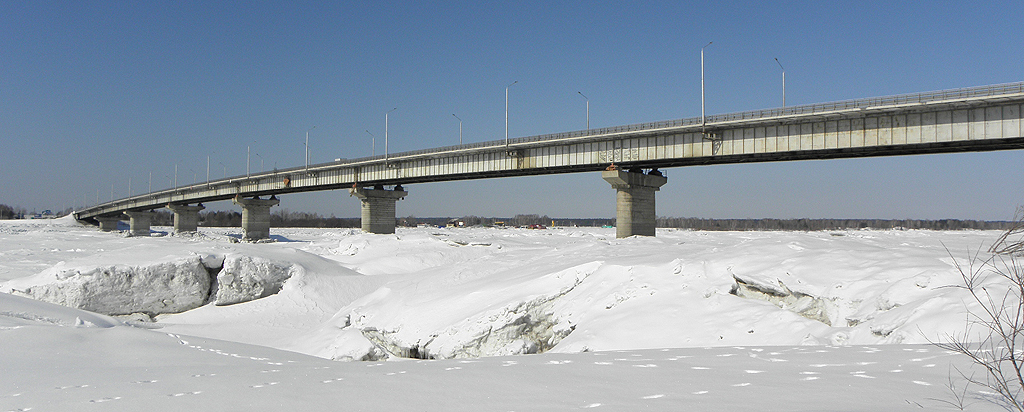
Коммунальный мост в Томске

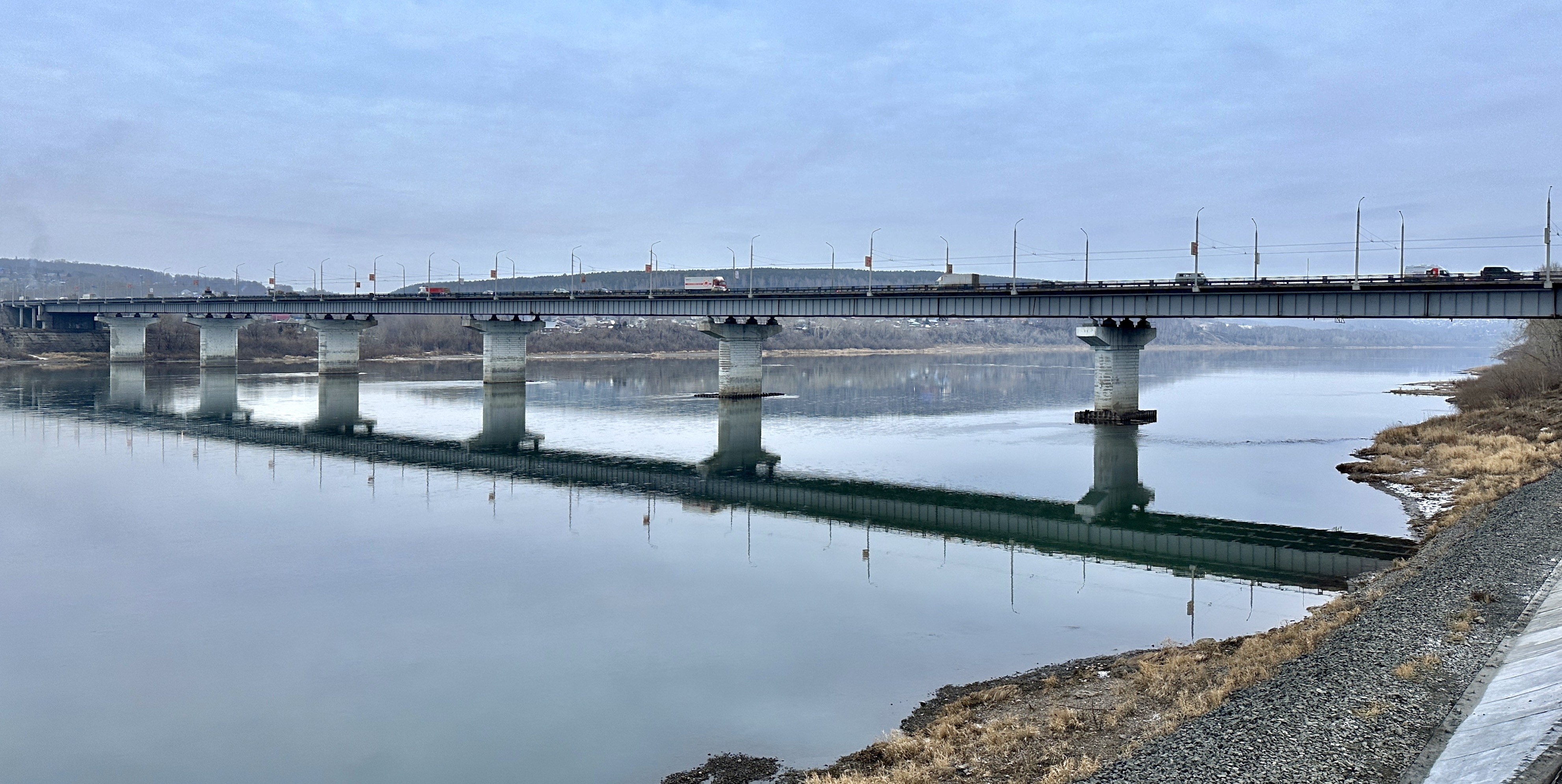
Кузбасский мост в Кемерово

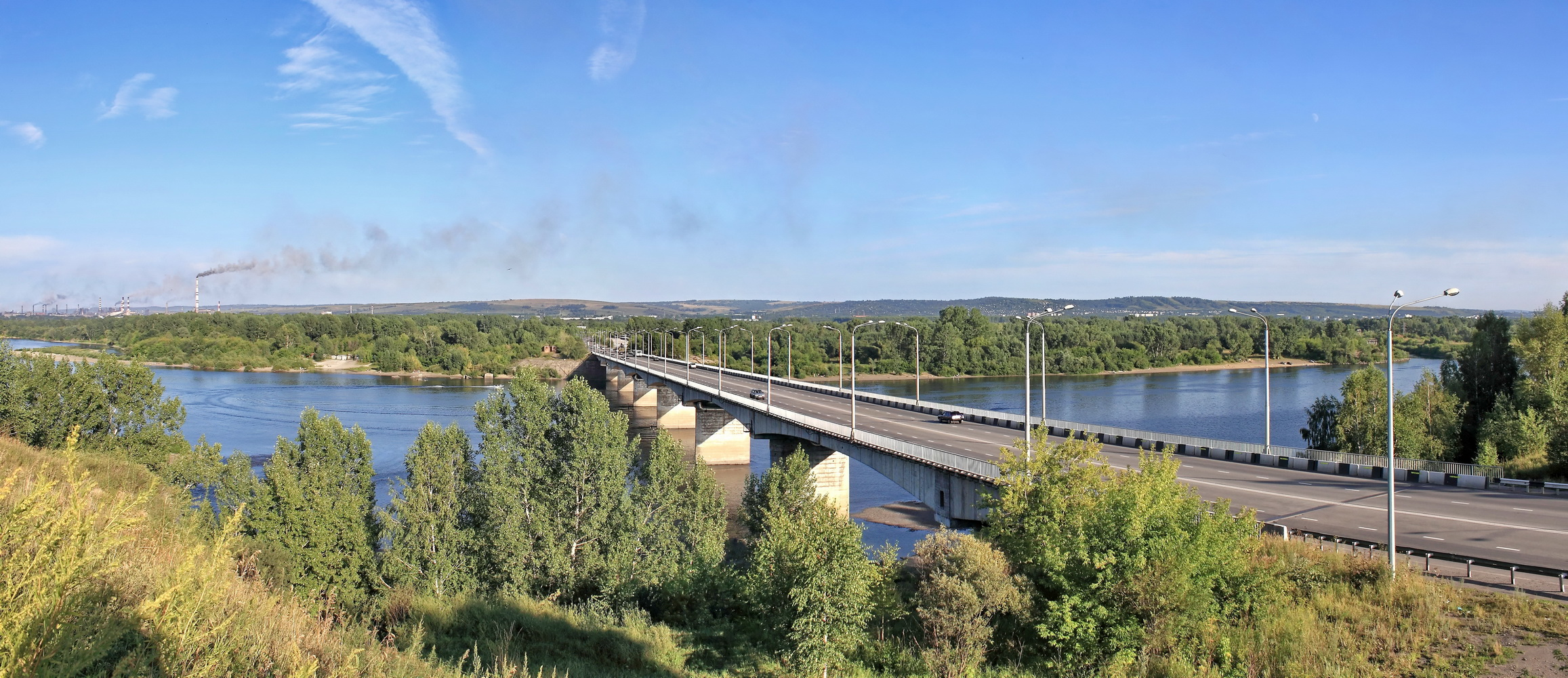
Ильинский мост в Новокузнецке

1. Северный (Новый) мост через Томь на границе Томска и Томского района, недалеко от Северска. (Металл, Г-20+2×1,5, длина 800,7 метра, 1999 год[18]);
2. Коммунальный (Южный, Старый) мост — в Кировском районе Томска;
3. Два железнодорожных моста на Транссибе — близ Юрги;
4. Понтонный мост в Юрге, длина 720 метров. (Самый длинный понтонный мост в России)[19];
5. Паром — между Юргой и Поломошным;
6. Железнодорожный мост — в Кемерове;
7. Канатная дорога в Кемерове, существовала с 1917 до 1940-х годов;
8. Кузнецкий мост — в Кемерове;
9. Кузбасский мост — в Кемерове;
10. Паром — у Зеленогорского;
11. Незавершённый мост по Крапивинской ГЭС у посёлка Зеленогорский;
12. Паром — в Салтымакове;
13. Полосухинский мост — железнодорожный мост севернее Новокузнецка;
14. Ильинский мост (1969 год[20]) на Ильинском шоссе — между Новоильинским и Заводским районами Новокузнецка[21];
15. Запсибовский мост (1963 год[20]) на проспекте Строителей — между Центральным и Заводским районами Новокузнецка[21];
16. Кузнецкий мост (1972 год[22]) на проспекте Дружбы — между Центральным и Кузнецким районами Новокузнецка[21];
17. Железнодорожный мост —от станции Новокузнецк к станции Новокузнецк-Северный;
18. Байдаевский мост (1953 год[23]) на Притомском шоссе — в Орджоникидзевском районе Новокузнецка[21];
19. Томусинский мост — железнодорожный мост на обходе Новокузнецка;
20. Чеболсинский мост в Междуреченске;

и ещё ряд мостов выше по течению.

## Разливы
Во время весеннего половодья загромождение русла реки льдинами может приводить к значительному повышению
уровня воды. Наводнения в Томске наблюдались в 1888, 1892, 1895, 1899, 1907, 1910, 1913, 1914, 1915, 1920, 1923, 1930, 1939, 1941, 1946, 1947 годах. 17-22 апреля 1947 года зафиксировано повышение уровня воды до отметки 1103 см, что вызвало затопление Алтайской и Заливной улиц, площадей Базарной и Батенькова.
Наводнения в Новокузнецке наблюдались в 1958 (782 см), 1977 (864 см), 2004 (817 см)

## Название

### Происхождение
Относительно происхождения топонима «Томь» существуют различные гипотезы. В частности, лингвист и историк А. М. Кондратов (1937—1993) пришёл к выводу, что речное имя восходит к языку ныне весьма малочисленного народа кетов. Ряд топонимистов указывают на возможное значения слова «Тоом» (Томь) как имя нарицательное: «река», а по мнению А. П. Дульзона это слово означает «тёмный».
В Томске существует предание о татарской красавице по имени Тома, которая дала своё имя реке.

### Использование
По имени реки названы город Томск, алюминиевый катер, футбольный клуб из Томска, музей-заповедник «Томская писаница» (Кемеровская область), Томь-Усинская ГРЭС, село Верхотомское в Кемеровском районе, гостиница в Кемерове, гимназия в Томске, магнитола, электроплита, центр делового сотрудничества и отдыха в селе Калтай Томского района, сельхозкооператив в деревне Чёрная Речка Томского района, а также ранее назывались: гостиница на территории речного вокзала Томска и снесённый ныне бассейн в Томске.

## Экологическая ситуация
Характерными загрязняющими веществами рек бассейна Томи являются: нефтепродукты (1,4—1,7 редко до 10,6 ПДК), фенолы (1-2 реже до 6 ПДК), железо общее (1,1—6,5 ПДК, в единичных случаях до 13,1), в отдельных створах — соединения азота (до 1,5, реже 6,7 ПДК), органические соединения (до 1,1, редко 3,2 ПДК), тяжёлые металлы (Mn −1,2-2,5 ПДК, единичные замеры до 39,8, Cu — 1,3-1,4 ПДК, редко до 7 ПДК). В Томи в течение зимы[какой?][уточнить] в створе выше Новокузнецка зарегистрировано 8 случаев теплового загрязнения. Максимальные превышения ПДК загрязняющих веществ наблюдались:
- нефтепродукты — Томь в районе Крапивинского (15,6),
- фенол — Томь в районе Славина (6) и Ускат и устье Абы (по 5),
- азотистые соединения — Томь в районе Славина и Ускате (9,1 и 9,6 соответственно),
- органические соединения — Томь в районе Славина (3,2),
- железо общее — Томь в районе Крапивинского (8,1), устье Абы (8,8), Кондома (13,1)
- марганец — в Абе (до 16-22), в Искитимке (до 39,8), медь — в Ускате (7).

## Галерея

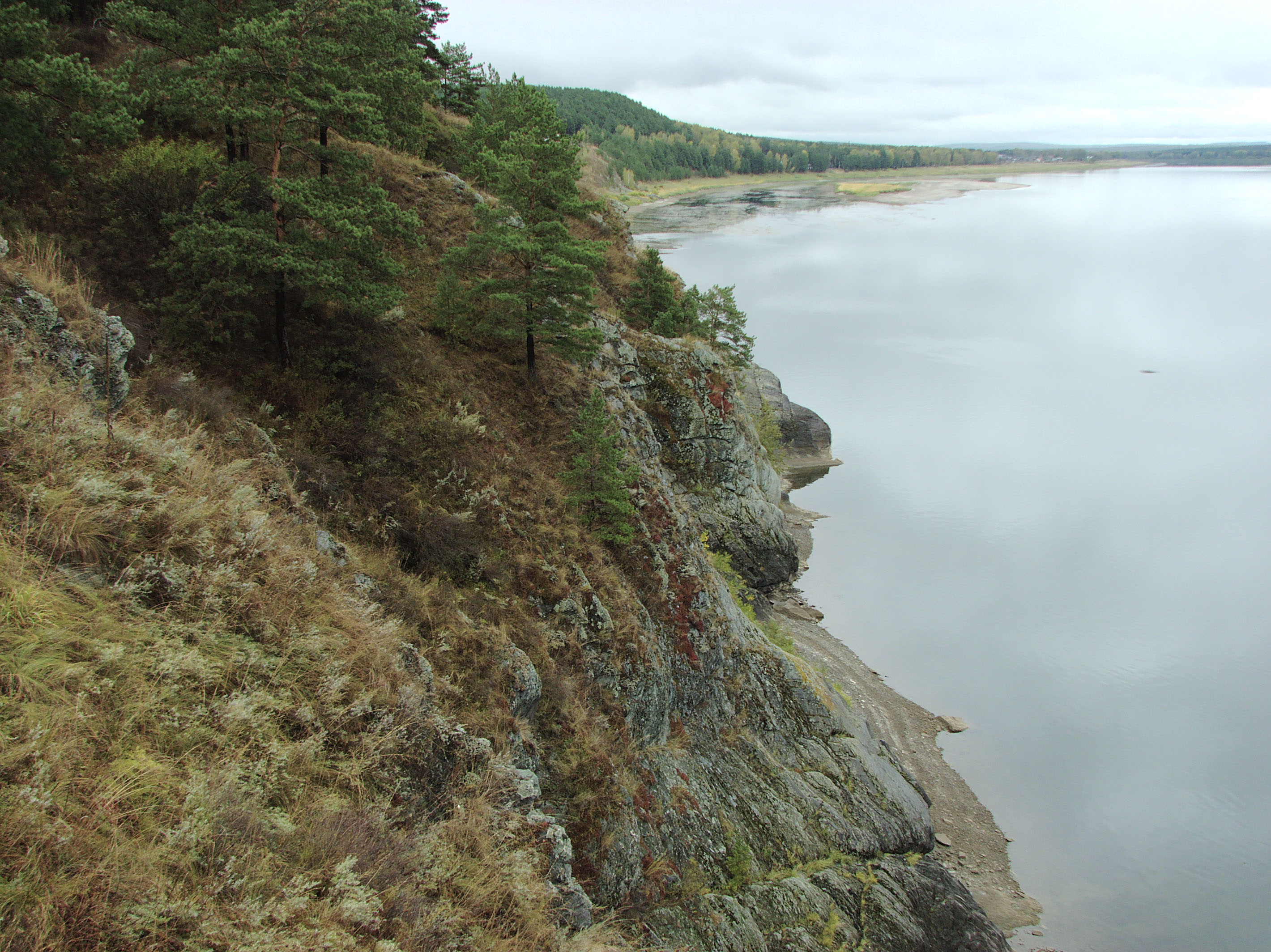
Скалистый берег Томской писаницы
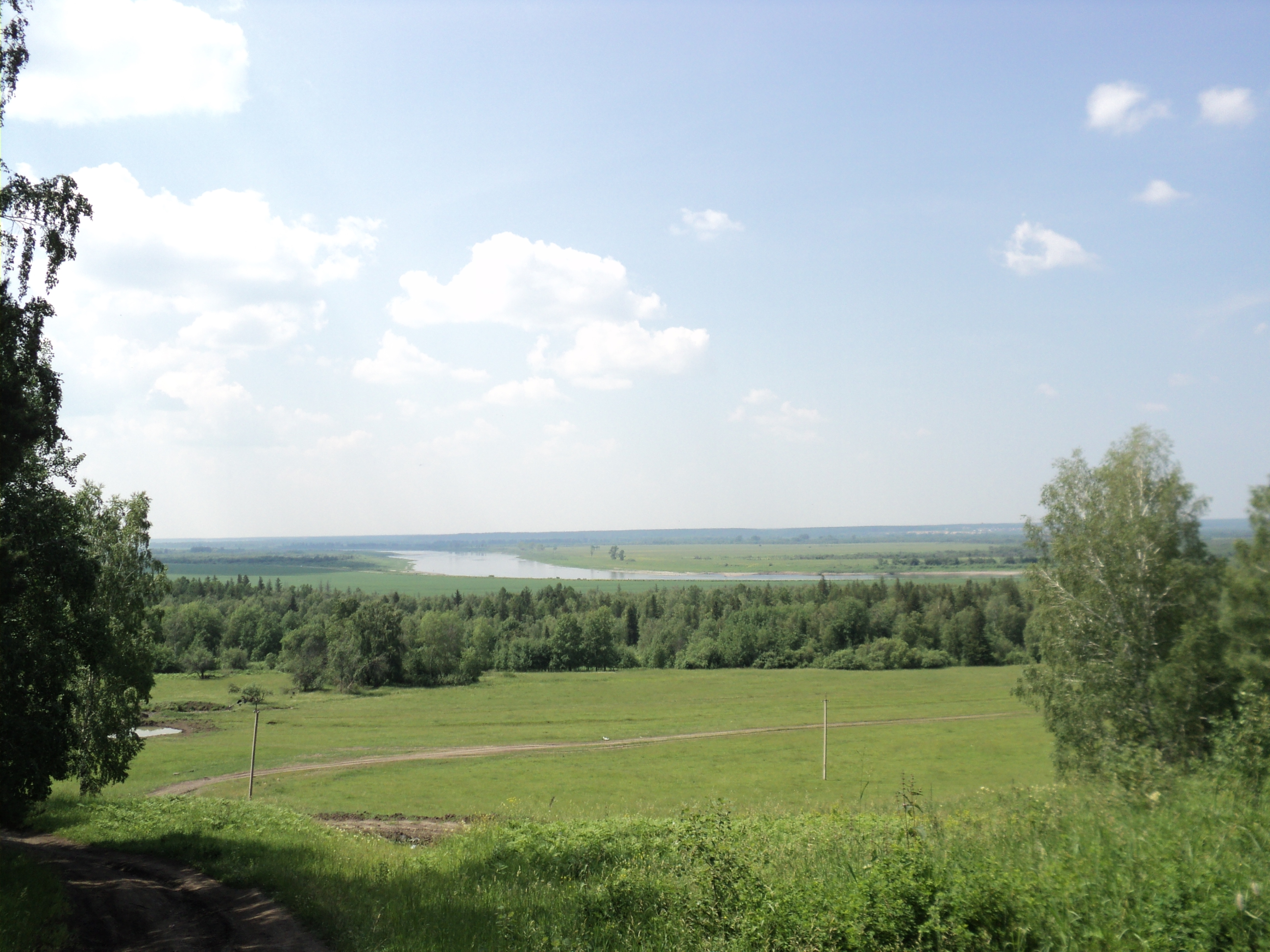
Пойма
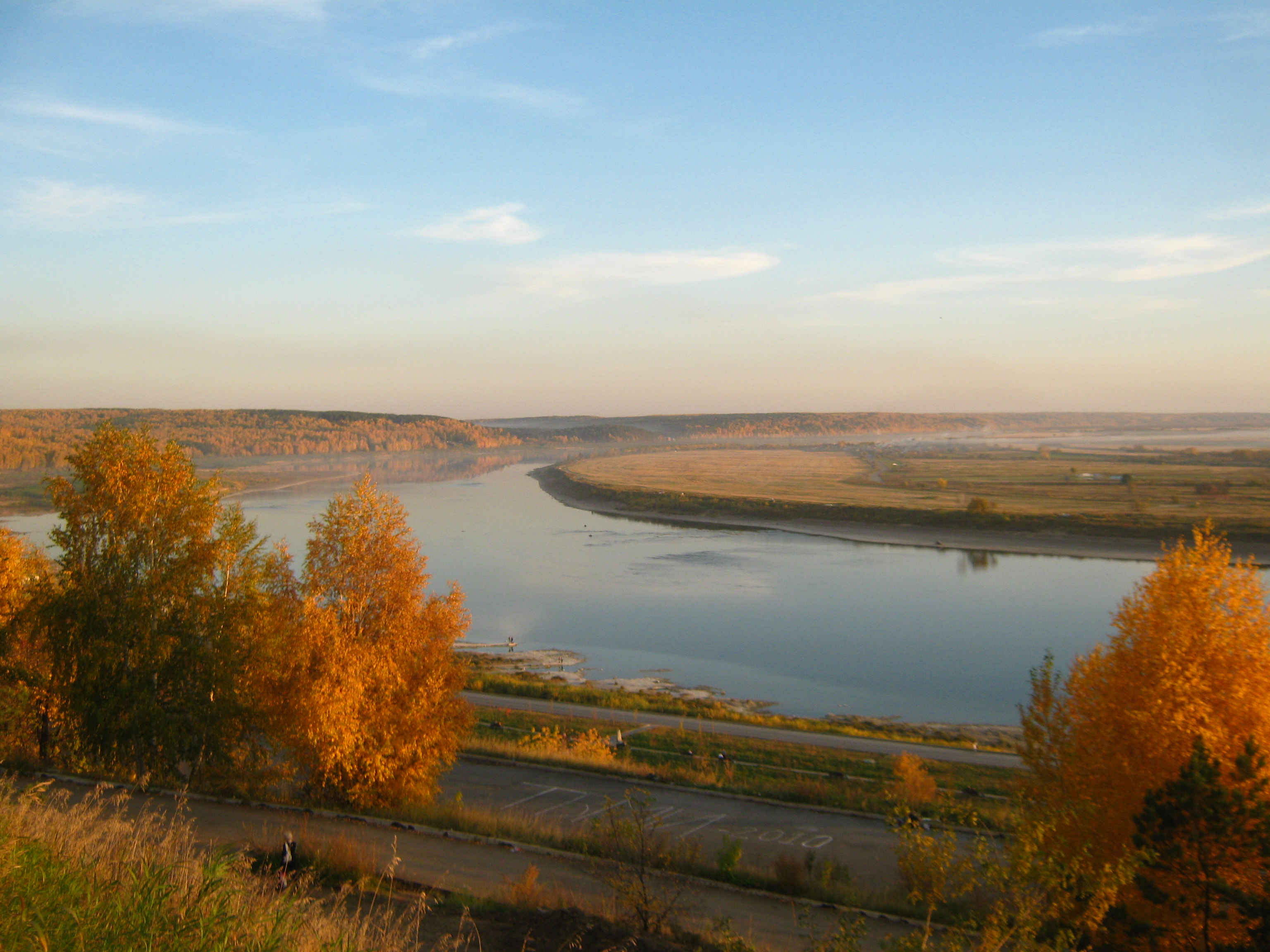
Осень на Томи
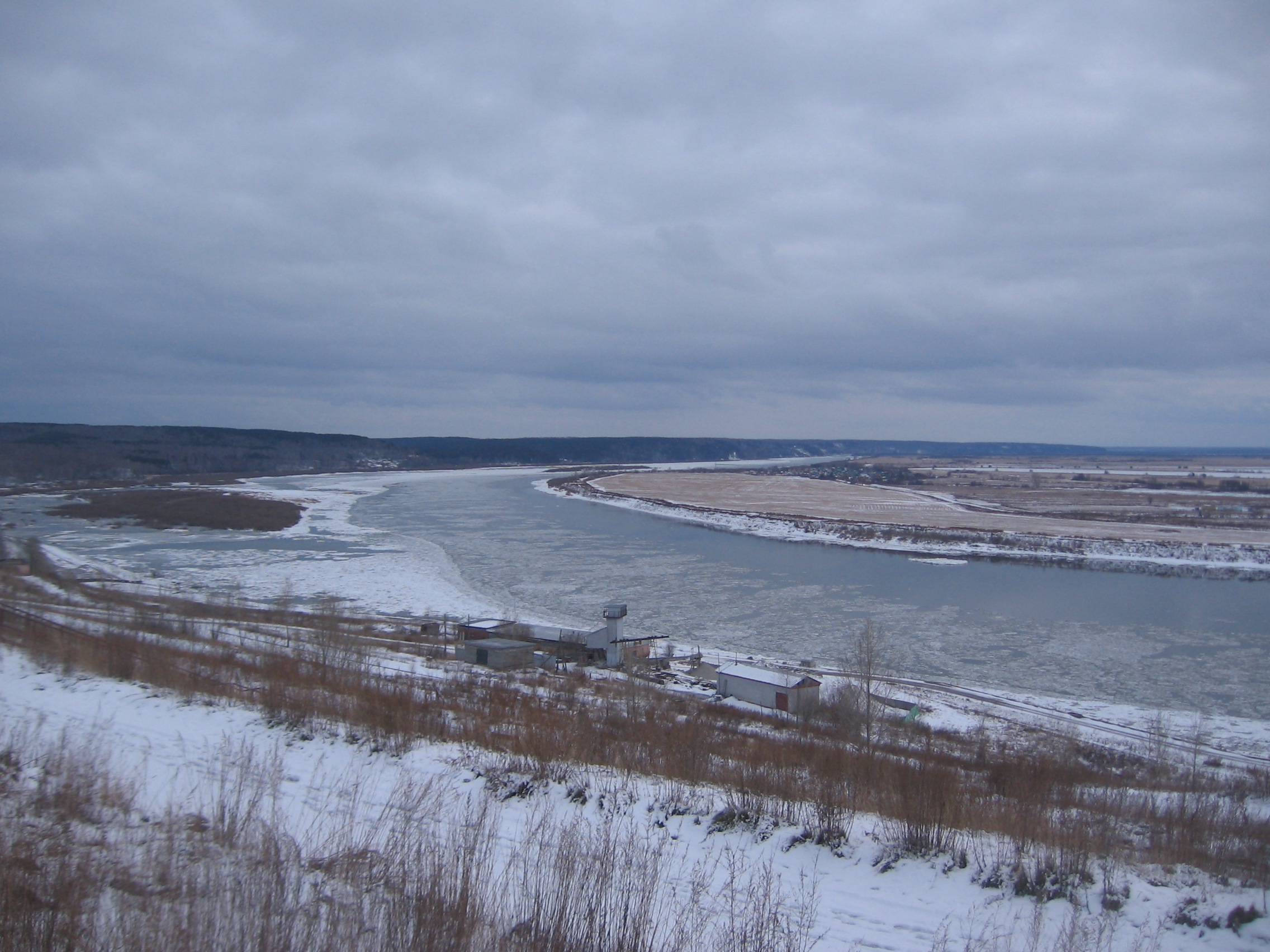
Ледостав
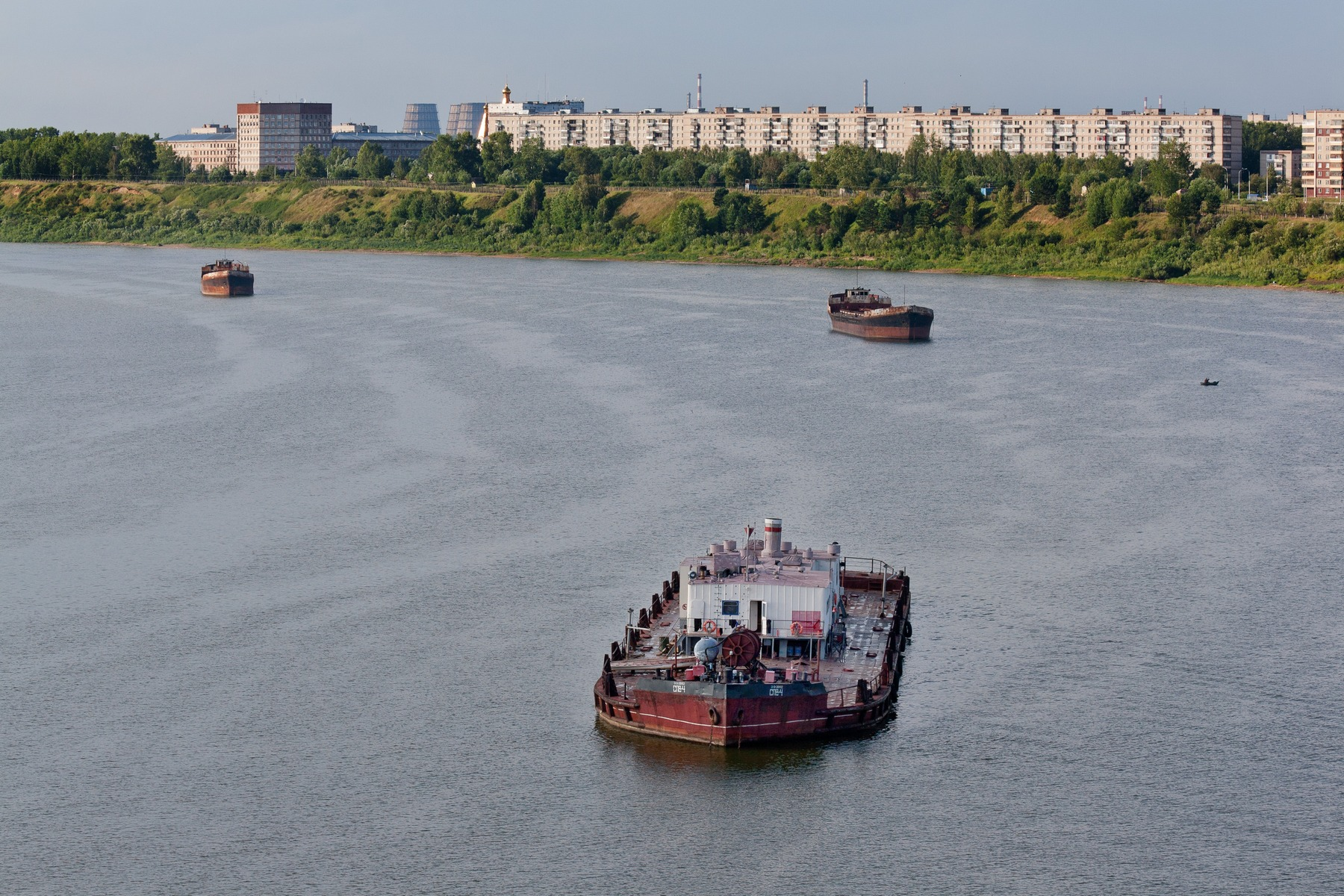
Томь в Северске
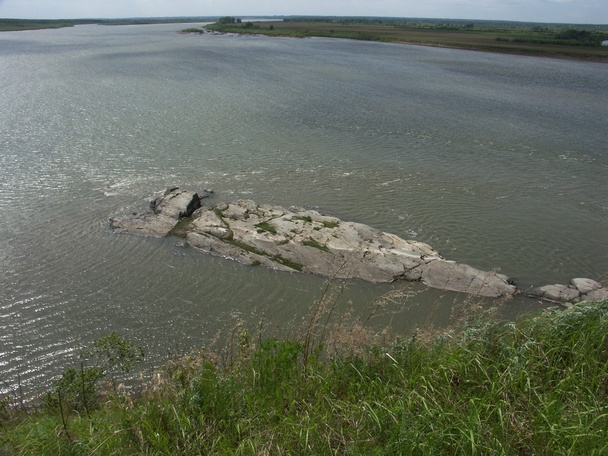
Аникин Камень
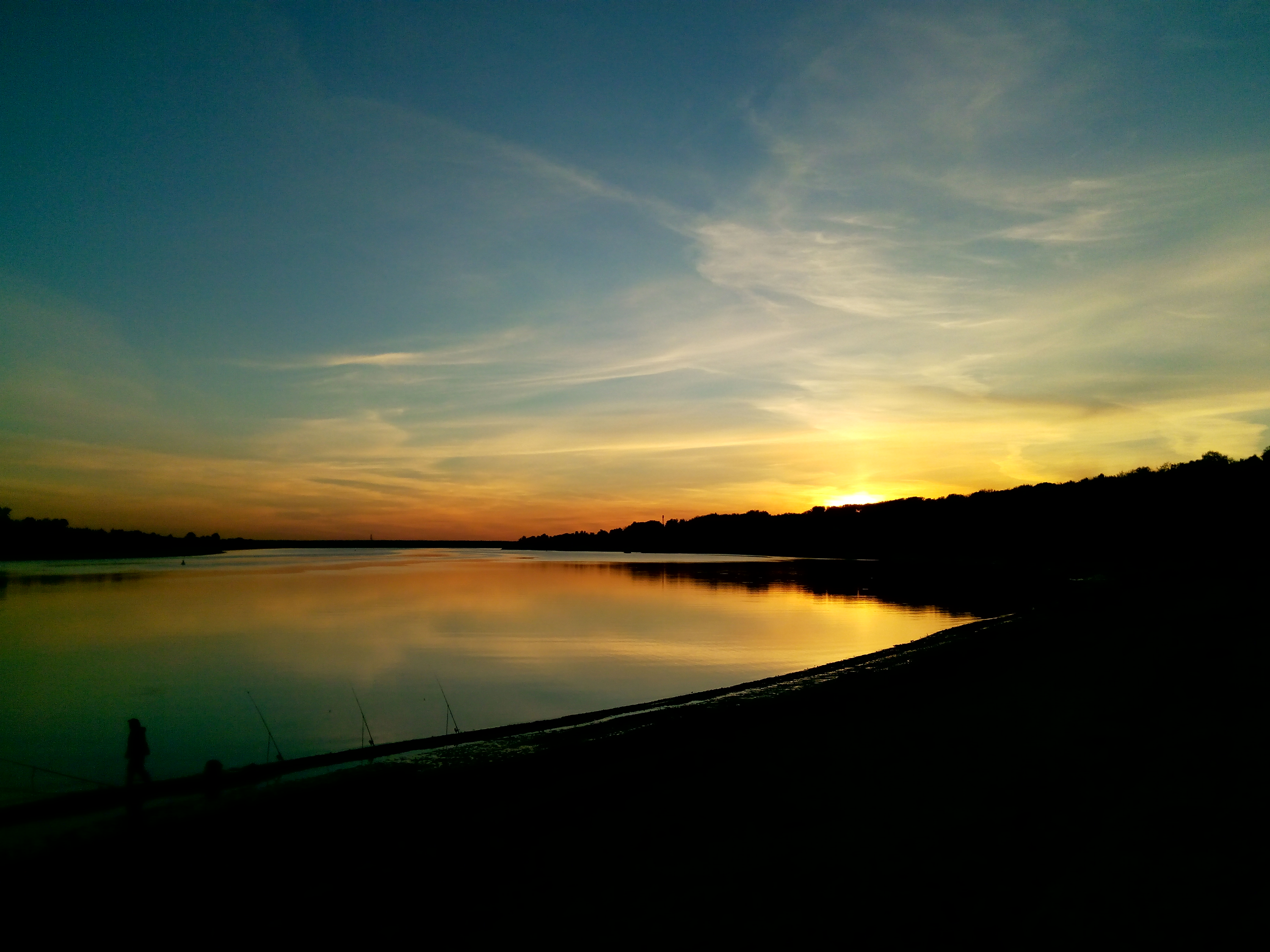
Закат в Северске
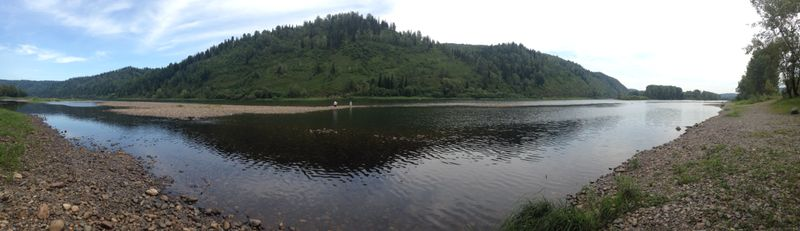
После впадения Усы в районе Междуреченска